# Saunières
Saunières est une commune française située dans le département de Saône-et-Loire, en région Bourgogne-Franche-Comté.

## Géographie

### Climat
Pour des articles plus généraux, voir Climat de la Bourgogne-Franche-Comté et Climat de Saône-et-Loire.
En 2010, le climat de la commune est de type climat océanique dégradé des plaines du Centre et du Nord, selon une étude du Centre national de la recherche scientifique s'appuyant sur une série de données couvrant la période 1971-2000. En 2020, Météo-France publie une typologie des climats de la France métropolitaine dans laquelle la commune est exposée à un climat semi-continental et est dans la région climatique Bourgogne, vallée de la Saône, caractérisée par un bon ensoleillement (1 900 h/an), un été chaud (18,5 °C), un air sec au printemps et en été et des vents faibles.
Pour la période 1971-2000, la température annuelle moyenne est de 11,1 °C, avec une amplitude thermique annuelle de 17,9 °C. Le cumul annuel moyen de précipitations est de 829 mm, avec 11,3 jours de précipitations en janvier et 7,2 jours en juillet. Pour la période 1991-2020, la température moyenne annuelle observée sur la station météorologique de Météo-France la plus proche, « Bragny sur Saône », sur la commune de Bragny-sur-Saône à 4 km à vol d'oiseau, est de 12,3 °C et le cumul annuel moyen de précipitations est de 845,9 mm. 
La température maximale relevée sur cette station est de 40,3 °C, atteinte le 24 juillet 2019 ; la température minimale est de −12,9 °C, atteinte le 5 février 2012,,.
Les paramètres climatiques de la commune ont été estimés pour le milieu du siècle (2041-2070) selon différents scénarios d'émission de gaz à effet de serre à partir des nouvelles projections climatiques de référence DRIAS-2020. Ils sont consultables sur un site dédié publié par Météo-France en novembre 2022.

## Urbanisme

### Typologie
Au 1er janvier 2024, Saunières est catégorisée commune rurale à habitat très dispersé, selon la nouvelle grille communale de densité à sept niveaux définie par l'Insee en 2022.
Elle est située hors unité urbaine et hors attraction des villes,.

### Occupation des sols
L'occupation des sols de la commune, telle qu'elle ressort de la base de données européenne d’occupation biophysique des sols Corine Land Cover (CLC), est marquée par l'importance des territoires agricoles (93,8 % en 2018), une proportion identique à celle de 1990 (93,8 %). La répartition détaillée en 2018 est la suivante : terres arables (52,7 %), prairies (22,8 %), zones agricoles hétérogènes (18,3 %), eaux continentales (6,2 %). L'évolution de l’occupation des sols de la commune et de ses infrastructures peut être observée sur les différentes représentations cartographiques du territoire : la carte de Cassini (XVIIIe siècle), la carte d'état-major (1820-1866) et les cartes ou photos aériennes de l'IGN pour la période actuelle (1950 à aujourd'hui).

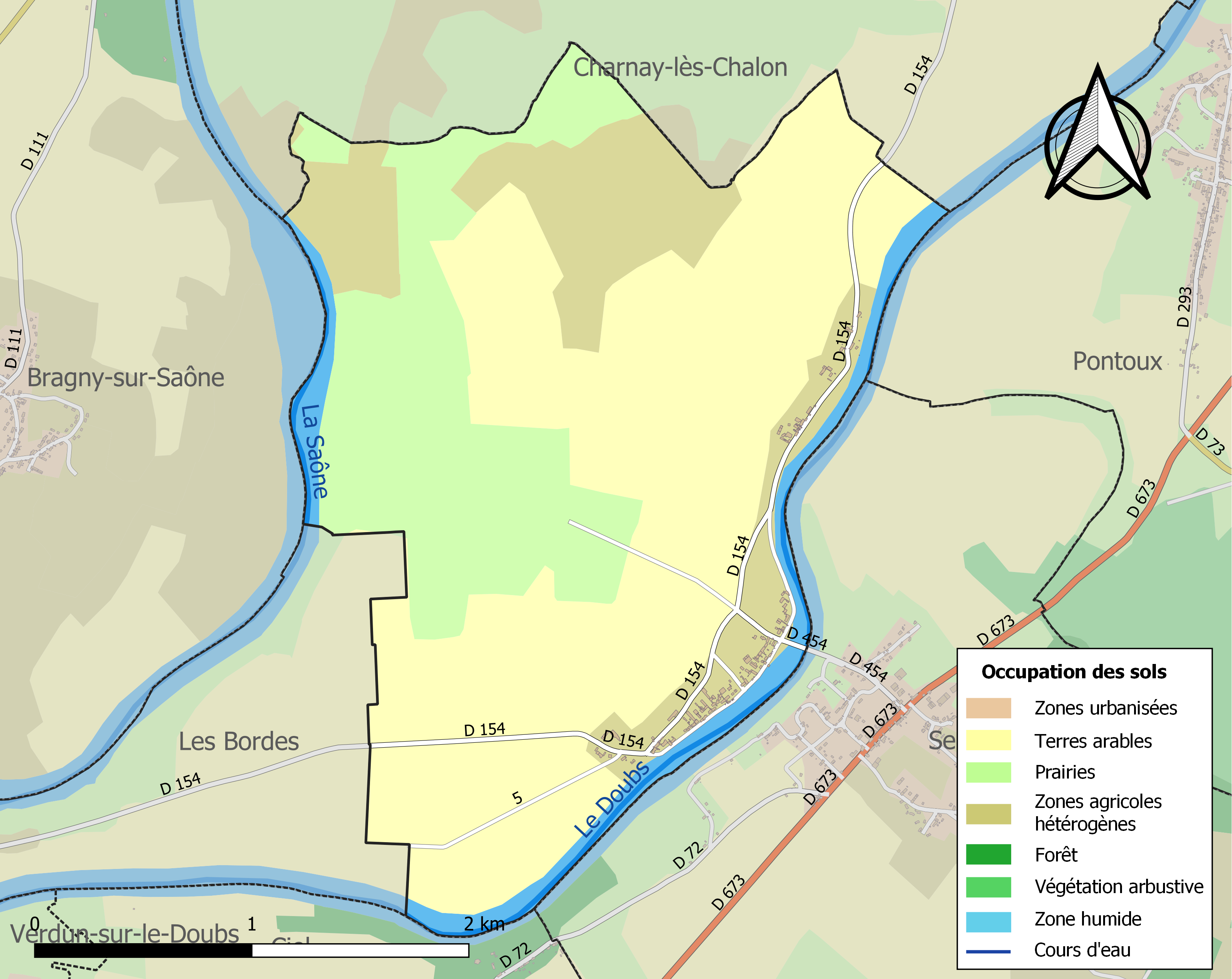
Carte des infrastructures et de l'occupation des sols de la commune en 2018 (CLC).

## Politique et administration
| Période                                  | Période      | Identité         | Étiquette | Qualité              |
| ---------------------------------------- | ------------ | ---------------- | --------- | -------------------- |
| mars 1965                                | juin 1995    | Jean Cattey      | SE        | Agriculteur          |
| juin 1995                                | juillet 2012 | Daniel Galuzet   | SE        | Agriculteur retraité |
| juillet 2012                             | avril 2018   | Jacques Millot   | SE        | Agriculteur          |
| juin 2018                                | en cours     | Christine Lequin | SE        |                      |
| Les données manquantes sont à compléter. |              |                  |           |                      |

## Démographie
L'évolution du nombre d'habitants est connue à travers les recensements de la population effectués dans la commune depuis 1793. Pour les communes de moins de 10 000 habitants, une enquête de recensement portant sur toute la population est réalisée tous les cinq ans, les populations de référence des années intermédiaires étant quant à elles estimées par interpolation ou extrapolation. Pour la commune, le premier recensement exhaustif entrant dans le cadre du nouveau dispositif a été réalisé en 2004.

En 2022, la commune comptait 83 habitants, en évolution de +2,47 % par rapport à 2016 (Saône-et-Loire : −1,06 %, France hors Mayotte : +2,11 %).
| 1793 | 1800 | 1806 | 1821 | 1831 | 1836 | 1841 | 1846 | 1851 |
| ---- | ---- | ---- | ---- | ---- | ---- | ---- | ---- | ---- |
| 320  | 268  | 312  | 339  | 363  | 358  | 352  | 354  | 373  |

| 1856 | 1861 | 1866 | 1872 | 1876 | 1881 | 1886 | 1891 | 1896 |
| ---- | ---- | ---- | ---- | ---- | ---- | ---- | ---- | ---- |
| 348  | 334  | 283  | 280  | 274  | 292  | 326  | 312  | 310  |

| 1901 | 1906 | 1911 | 1921 | 1926 | 1931 | 1936 | 1946 | 1954 |
| ---- | ---- | ---- | ---- | ---- | ---- | ---- | ---- | ---- |
| 297  | 281  | 257  | 239  | 245  | 212  | 185  | 179  | 150  |

| 1962 | 1968 | 1975 | 1982 | 1990 | 1999 | 2004 | 2006 | 2009 |
| ---- | ---- | ---- | ---- | ---- | ---- | ---- | ---- | ---- |
| 150  | 137  | 110  | 126  | 105  | 93   | 80   | 76   | 87   |

| 2014 | 2019 | 2022 | - | - | - | - | - | - |
| ---- | ---- | ---- | - | - | - | - | - | - |
| 82   | 80   | 83   | - | - | - | - | - | - |

## Vie locale

### Cultes
Saunières fait partie de la paroisse Saint-Jean-Baptiste-des-Trois-Rivières, qui compte dix-huit communes et dont le siège est installé à Verdun-sur-le-Doubs (environ 8 600 habitants).

## Culture locale et patrimoine

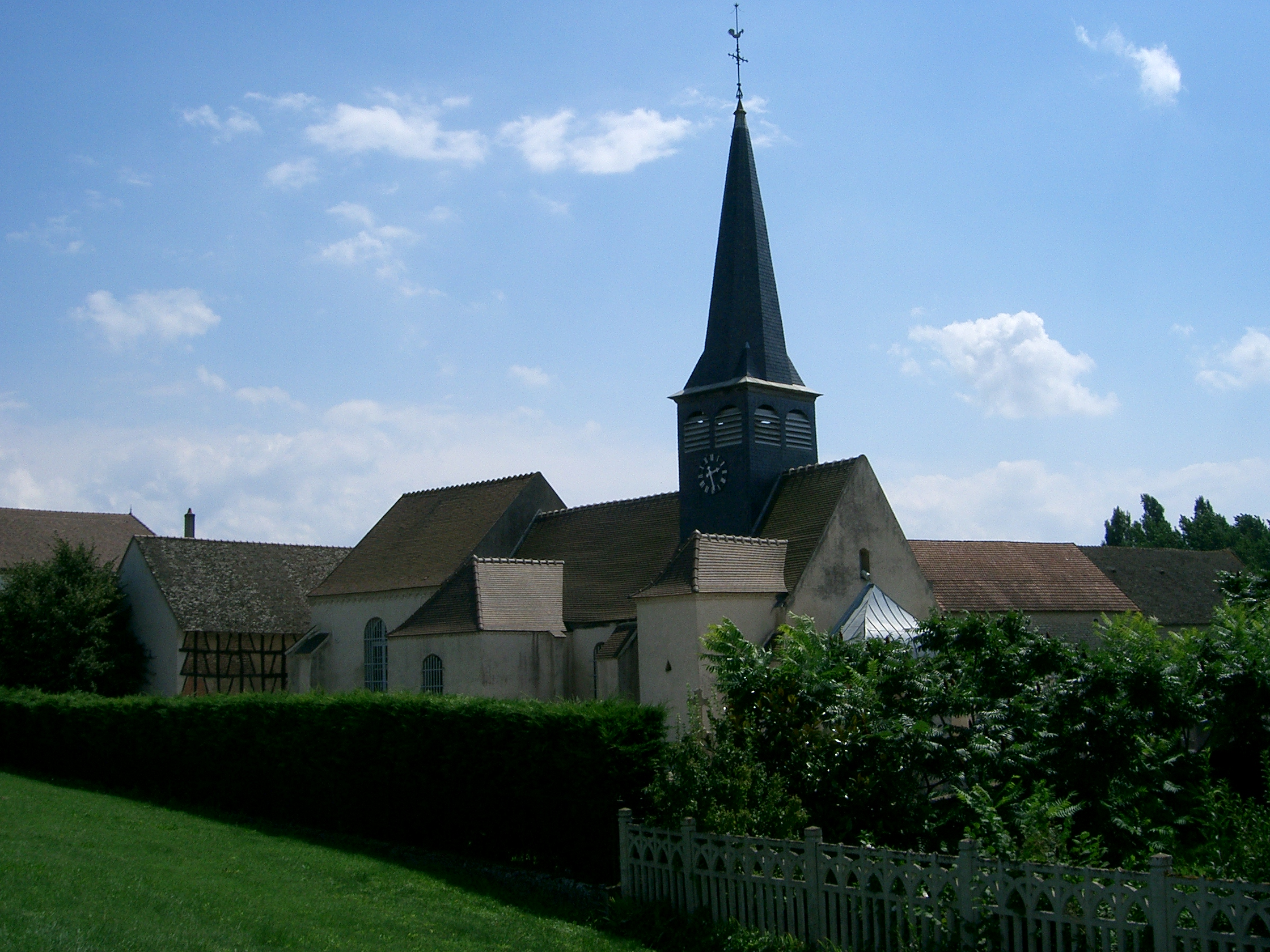
Le village de Saunières et son église.

### Lieux et monuments
Est à voir à Saunières : 
- l'église Notre-Dame-de-l'Assomption, édifice composite auquel des décrochements et des niveaux différents donnent un charme particulier et une originalité certaine, puisqu'on remarque, d'est en ouest, une partie haute abritant le chœur, puis le transept débordant au sud et au nord et, enfin, la nef coiffée à l'ouest d'un petit clocher couvert d'ardoise (l'église, qui dépendait avant la Révolution du diocèse de Besançon, a été reconstruite au XVIIIe siècle, après les ravages causés en 1636 par les troupes austro-comtoises de Lamboy, lieutenant du général Gallas)[20].

### Personnalités liées à la commune
Parmi les personnalités attachées à l'histoire de Saunières figure :
- Lucienne André (1920-1944), résistante française (membre du mouvement Combat et du maquis FFI du Louhannais) qui fut exécutée le 13 août 1944 à Saunières par des résistants sous un prétexte fallacieux (elle sera réhabilitée et homologuée sergent FFI à titre posthume)[21].

## Pour approfondir